# Rovinová souměrnost
Rovinová souměrnost je typ geometrického zobrazení v prostoru. Rovinová souměrnost zachovává vzdálenosti i úhly, jedná se tedy o jedno ze shodných zobrazení.
Souměrnost podle roviny nebo podle osy bývá také označována jako zrcadlení.

## Definice
Rovinová souměrnost (též zrcadlová souměrnost) prostoru s rovinou O jako rovinou souměrnosti je takové zobrazení, které zobrazuje prvky roviny O na sebe samé a bod A mimo rovinu O s průmětem S do roviny O na bod A', který se nachází na polopřímce opačné k SA ve stejné vzdálenosti od S jako bod A (tj. platí pro něj |SA| = |SA´|).
Objekt v prostoru označujeme za rovinově souměrný, pokud je v nějaké rovinové souměrnosti obrazem sebe sama. Rovinu této souměrnosti pak nazýváme rovinou souměrnosti objektu.
Poznámka: Pod pojmem prostor ve výše uvedené definici je obvykle myšlen klasický třírozměrný eukleidovský prostor. Definice ale stejně dobře má smysl i v obecném n-rozměrném prostoru a (n−1)-rozměrnou nadrovinu souměrnosti pro n ≥ 4. Pak se ovšem pro zobrazení používá obecný pojem zrcadlová souměrnost (zrcadlení). Naopak obdobou v rovině, tedy pro n = 2, je osová souměrnost.

## Příklady
- Krychle nebo kvádr jsou příkladem rovinově souměrného prostorového útvaru. Kvádr má tři roviny souměrnosti, krychle devět.
- Jehlan je rovinově souměrný pouze za předpokladu, že jeho základna je osově souměrný rovinný útvar a jeho vrchol leží kolmo nad osou souměrnosti základny.
- Koule je rovinově souměrná podle každé roviny, která obsahuje její střed souměrnosti.
- Kužel a válec jsou rovinově souměrné podle každé roviny, která obsahuje jejich osu souměrnosti.

## Vlastnosti
Rovinová souměrnost je (jako každá souměrnost) involutorní, tzn. je sama sobě inverzním zobrazením - složením dvou rovinových souměrností se stejnou rovinou souměrnosti vzniká identita.
Rovinová souměrnost je nepřímá shodnost, viz např. pohled do zrcadla. Mění v prostoru orientaci v následujícím smyslu: pokud vezmeme libovolný trojboký jehlan ABCD, ve kterém je z pohledu z bodu trojúhelník ABC orientován po směru hodinových ručiček, pak pro jeho obraz v A'B'C'D' v rovinové souměrnosti platí, že při pohledu z bodu D' je trojúhelník A'B'C' orientován proti směru hodinových ručiček (a naopak naopak).